# Le Septième Compagnon

Le Septième Compagnon (Седьмой спутник, Sedmoï spoutnik) est un film soviétique en noir et blanc sorti en 1968. Le film marqua les débuts du réalisateur Alexeï Guerman qui travailla en collaboration avec Grigori Aronov.

## Synopsis
Le film, dont l'histoire est tirée du livre Le Septième Compagnon (Sedmoï spoutnik) de Boris Lavrenev, se déroule à Pétrograd après la révolution russe de 1917. Il retrace la vie du major-général Evgueni Pavlovitch Adamov, avocat au sein de l'armée impériale russe et professeur de loi à l'académie militaire avant la révolution. Durant l'automne 1918, il est arrêté sur la base de fausses accusations et perd son honneur et ses biens. Il doit alors, durant ces temps troubles, user de toutes ses forces pour prouver son innocence.

## Fiche technique
- Titre : Le Septième Compagnon
- Titre original : Седьмой спутник, Sedmoï spoutnik
- Réalisation : Alexeï Guerman, Grigori Aronov
- Scénario : Edgar Doubrovski, Youri Klepikov (ru)
- Photographie : Édouard Rozovski
- Directeur artistique : Igor Vouskovitch (ru)
- Casting : Igor Oussov (ru)
- Musique : Isaak Schwarz[1]
- Pays d'origine : URSS
- Studios : Lenfilm
- Format : Noir et blanc - Mono - 35 mm
- Genre : Drame
- Durée : 89 minutes
- Date de sortie : 1968

## Distribution
- Andreï Popov : le major-général Adamov
- Alexandre Anissimov (ru) : Koukhtine
- Gueorgui Chtil (ru) : Kimka
- Piotr Tchernov (ru) : Zykov
- Valentin Abramov (ru) : président du Domkombed [2]
- Vladimir Ossenev (ru) : Priklonski
- Sofia Guiatsintova : la femme du général
- Vladimir Erenberg (ru) : le colonel Verbovski
- Alexandre Mikhaïlov : Mouravlev
- Grigori Spiegel (ru) : Spiegel
- Gueorgui Youmatov : Tourka
- Alexeï Batalov : le commissaire
- Anatoli Romachine (ru) : lieutenant de l'Armée blanche
- Alekseï Glazyrine : le président du tribunal
- Lilia Gritsenko (ru) : Sonia Priklonskaïa
- Youri Leonidov (ru) : colonel
- Yakov Goliakov (ru) : prisonnier